# مارات خوزيف
مارات خوزيف مواليد 9 نوفمبر 1980 في مياس، الاتحاد السوفيتي، هو ملاكم محترف روسي يصنف ضمن فئة الوزن المتوسط.

## إحصائيات
خاض خلال مسيرته 35 نزالا، فاز في 22 وتعادل في 1 وخسر في 12. فاز بالضربة القاضية في 9 نزالات.

## روابط خارجية
- مارات خوزيف على موقع بوكس ريك (الإنجليزية) (registration required)